# معبد بردنشانده
معبد بَردنشانده بزرگ‌ترین نیایشگاه و آتشکده روباز ایرانیان مربوط به دوره هخامنشیان می‌باشد که در نزدیکی شهرستان مسجدسلیمان قرار دارد.
بَرد نشانده در ۱۶ کیلومتری مسجدسلیمان، جاده اندیکا و سد شهید عباسپور واقع شده‌است. این اثر در تاریخ ۲اسفند۱۳۲۷ با شمارهٔ ثبت ۳۷۲ به‌عنوان یکی از آثار ملی ایران به ثبت رسیده‌است. 
بردنشانده قدیمترین عبادتگاه روباز ایرانی و مربوط به دوره هخامنشیان می‌باشد، که برای قرن‌ها تشریفات مذهبی، در هوای آزاد آن انجام می‌شد که نقوش برجستهٔ روی سنگهای آن مربوط به عهد اشکانیان می‌باشد و دارای سه رشته پلکانی و فرورفتگی غرفه مانند است. حدود ۷۰۰ متر طول و ۲۵۰۰ متر عرض دارد. بایگانی‌شده  در ۶ اکتبر ۲۰۱۹ توسط Wayback Machine 
این مجموعه گسترده و طویل، شامل سه قسمت: کاخ محل اقامت رئیس، نیایشگاه (در شرق کاخ) و یک قصبه در شمال است. بایگانی‌شده  در ۶ اکتبر ۲۰۱۹ توسط Wayback Machine 
ساختمان آن متعلق به دوره پارس‌ها و هخامنشیان است و نقوش برجسته روی آن به عهد اشکانی برمی‌گردد. اشیایی چند که هنگام حفاری به دست آمده نشان می‌دهند که پایه اصلی در دوره هخامنشی ساخته شده‌است. از این رو این باستانی‌ترین عبادتگاه کیش دیرین ایرانیان است.۱ 

## اشیاء بدست آمده در بردنشانده
ظروف سفالی، سکه‌های قدیمی، مجسمه‌های باستانی و آثار کهنی که از این بنای تاریخی بدست آمده‌است که در موزه‌های داخل و خارج کشور نگهداری می‌شود.  
مجسمه هراکلیوس یا هرکول (خدای قهرمان) به ارتفاع بیش از دو متر، در حالی که شیر نئومه را خفه می‌کند، در این معبد از خاک بیرون آورده شده‌است، که در موزه شوش قابل بازدید می‌باشد.
رومن گیرشمن، باستان‌شناس نامدار فرانسوی بردنشانده را از «اسلاف» تخت جمشید نامیده و معتقد است که بردنشانده معبدی برای مهر و ناهید در دورهٔ پارتیان (اشکانی) است.
هیئت باستانشناسی فرانسه در بهار سال ۱۳۴۲ شمسی در «بردنشانده»، آتشکده ای را شناسایی کردند. معبد در ۲۵ کیلومتری محلی که پلکانی به سطح بالای کوه هدایت می‌کند واقع شده و عبارت از یک پایه مربع پنج متری است، که از سنگ‌های بزرگ بنا شده می‌باشد. 
یک ستون سنگی ایستاده در منطقه‌ای در جنوب غربی مسجدسلیمان بر نقطه مرتفعی از دشت قرار دارد و در کنار آن بناهایی از عهد هخامنشی دیده می‌شود. 
این محل بر دشت مرتفعی که آن را احاطه کرده‌است تسلط دارد و دشت نیز توسط رشته کوه‌های مرتفع سنگی دیوار مانندی محاصره شده‌است و چشم‌انداز منحصر به فردی ساخته‌است.
در زمان هخامنشیان معابد در فضای باز ساخته می‌شدند. اولین معبدی که مسقف بوده در زمان اردشیر دوم ساخته شد. معبد «بردنشانده» یکی از معابد فضای باز هخامنشی است. 

## وجه تسمیه بردنشانده
معنی نام محل «سنگ ایستاده» است؛ زیرا بَرد به گویش بختیاری به معنی سنگ است. 